# Памятник Петру I (Петрозаводск)

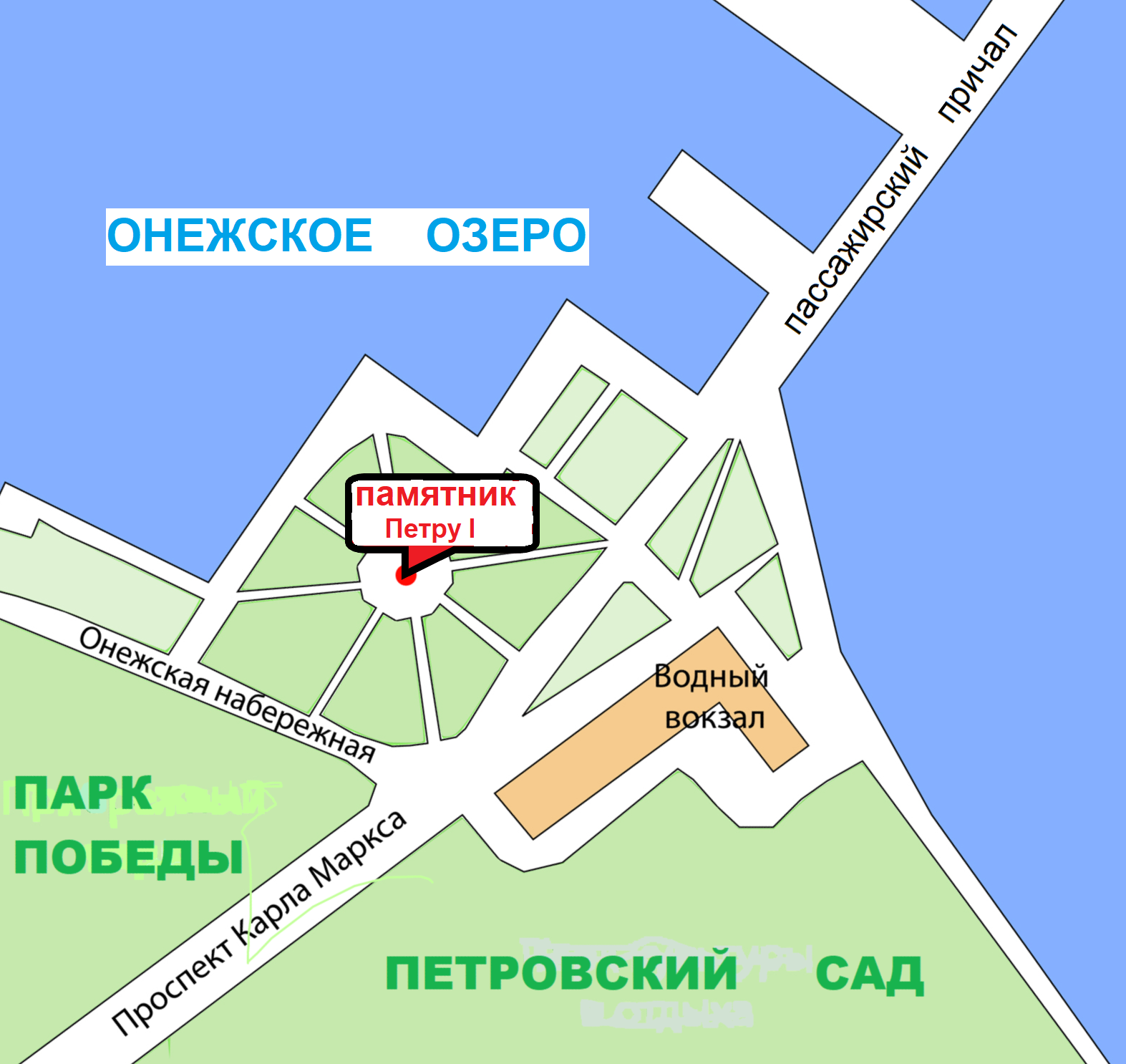
Схема месторасположения памятника

Памятник императору Петру Великому, основателю Петрозаводска (карел. Pietaren Šuuren muistopačas) — памятник первому российскому императору Петру I работы скульптора Ивана Николаевича Шредера и архитектора Ипполита Антоновича Монигетти в городе Петрозаводске.
Памятник заложен 30 мая 1872 года в честь 200-летия со дня рождения Петра I, а открыт 29 июня 1873 года в честь 100-летия со дня открытия Александровского завода. Является объектом культурного наследия (памятник монументального искусства) федерального значения (1960). Инициатор создания памятника — губернатор Олонецкой губернии Григорий Григорьевич Григорьев.

## Описание памятника
Памятник расположен в центре Петровского сквера, который с северо-востока ограничен причалами, с юго-запада Онежской набережной, с юго-востока водным вокзалом и проспектом Карла Маркса и с северо-запада Петрозаводской губой Онежского озера. Сквер спроектирован архитектором Вячеславом Васильевичем Бугашевым. Центральная площадка сквера, на которой собственно и стоит памятник, выложена брусчаткой из шокшинского малинового кварцита. К ней ведут восемь дорожек, выложенных каменной крошкой, вдоль которых растут декоративные кустарники. Сам сквер засажен в основном берёзами. Вокруг памятника располагается восьмиугольный цветник, ограждённый кованой решёткой.
Пётр изображён стоящим прямо, левая нога немного выдвинута вперёд. Одет в военный парадный мундир до колен, подпоясанный кушаком; через правое плечо перекинута орденская лента, на груди Андреевская звезда, на ногах ботфорты со шпорами, а на его боку висит шпага. Правая рука императора указывает на место основания Петрозаводска — устье реки Лососинки, где в 1703 году был заложен металлургический и оружейный завод; в левой опущенной руке Пётр держит свиток. Фигура отлита из бронзы. Четырёхгранный пьедестал выполнен в традициях памятников барокко, изготовлен из серого сердобольского гранита. На передней грани пьедестала расположен картуш. На ней же выложены слова из бронзовых букв:
|                                                                   | Надпись на пьедестале памятника: |
| Императору Петру Великому основателю Петрозаводска 1703 1672—1872 |                                  |

Общая высота памятника составляет 6 метров 30 сантиметров, высота фигуры Петра — 2 метра 90 сантиметров, пьедестала — 3 метра 40 сантиметров. Весит статуя императора более 1 тонны.
В нескольких десятках метров от памятника установлена мемориальная доска, сообщающая краткую историю памятника:
| | Текст на мемориальной доске: |
| Памятник Петру I основателю г. Петрозаводска был заложен в 1872 году на Круглой площади (ныне пл. В. И. Ленина) в связи с 200 летием со дня рождения Петра I и открыт 30.VI.1873 года в день празднования 100-летия Александровского (Онежского) завода. В 1978 году установлен на Онежской набережной. Скульптор И. Н. Шредер. Архитектор И. А. Монигетти. |                              |

По отзывам специалистов, памятник является одним из самых лучших и наиболее удачных памятников Петру Первому, наравне с Медным всадником, памятниками у Михайловского замка в Санкт-Петербурге и в Таганроге. Однако многие эксперты говорят о неудачном месторасположении памятника, так как здесь он оторван от гражданской и промышленной застройки конца XVIII — XIX веков. Время от времени звучат призывы к переносу памятника на своё историческое место — Круглую площадь.

## Пётр I и Карелия

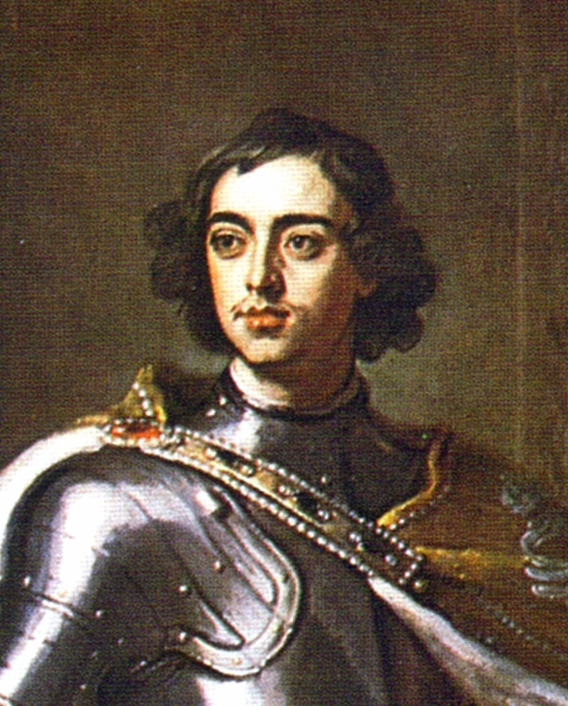
Император Пётр I

Создание в Петрозаводске памятника Петру I было вызвано тем, что события петровской эпохи непосредственно коснулись Карелии и во многом определили её дальнейшую историю.
Первый визит царя в Карелию состоялся в 1702 году. Тогда он с гвардией, канцелярией и свитой силами карельских крестьян прокладывал так называемую «Осудареву дорогу» (путь волоком от села Нюхча на берегу Белого моря до Повенца на берегу Онежского озера) для завоевания крепости Нотебург у шведов. Этот визит позволил Петру оценить возможности края и использовать их в дальнейших планах.
По приказу Петра I в 1702 году в устье реки Сясь была основана первая судостроительная верфь на Ладожском озере и, в том же 1702 году, на реке Свирь была заложена Олонецкая верфь. Для обеспечения верфей железными припасами и корабельным вооружением по приказу царя на территории Олонецкого уезда были основаны Петровские Олонецкие заводы, среди которых главным стал Петровский (Шуйский) пушечно-литейный завод (заложен 29 августа 1703 года в устье реки Лососинки, дал начало городу Петрозаводску). Также в их число входили Повенецкий и Алексеевский пушечно-литейные и Кончезерский медеплавильный и железоделательный заводы. Руководил строительством верфей и заводов в Олонии губернатор Ингерманландии князь Александр Данилович Меншиков.
В 1714 году в районе Кончезера были открыты минеральные железистые воды. В 1719 году Пётр I приказал построить близ источника первый российский курорт Марциальные воды. Именно здесь положено начало курортному лечению в России. Государь вместе со своей женой Екатериной четырежды побывал на курорте — в 1719, 1720, 1722 и 1724 годах. По пути в Марциальные воды Пётр останавливался в слободе Петровского завода, где он знакомился с состоянием дел, собственноручно ковал железо в кузнечных мастерских. Для него был построен двухэтажный деревянный дворец с открытым балконом. Перед дворцом был вырыт рыбный пруд, разбит сад, в котором росли берёзы, рябины, смородины. После смерти императора в 1720-х годах дворец был разрушен; в настоящее время на месте дворца и сада располагается Парк культуры и отдыха.

## История

### Идея создания памятника
Впервые идея установить памятник Петру I возникла в 1850 году. Губернатор Николай Эрастович Писарев вознамерился на месте бывшего царского дворца установить памятник Петру I как основателю города. Памятник, по мнению губернатора, должен быть «простой архитектуры с приличной надписью». Министр внутренних дел граф Перовский выразил мнение, что проект не отвечает «высокому назначению», и предложил найти средства «для выполнения, хотя простого, но вполне изящного и художественного монумента».
Следующая идея создания памятника Петру I принадлежала олонецкому губернатору Григорию Григорьевичу Григорьеву. Вице-адмиралу Посьету 24 апреля 1871 года он пишет: «… губернатор вошёл с представлением к министру внутренних дел о введении в Петрозаводске памятника Петру I на счёт казны и полагал, что предстоящее 200-летие монарха 30 мая 1872 года есть самый лучший и соответствующий момент по историческому значению для открытия памятника». Также губернатор предложил место для установки памятника: «… самым выгодным пунктом для памятника представляется Круглая площадь между зданием Присутственных мест и Губернаторским домом… Вид с этой площади к юго-востоку открыт в далёкое пространство, перед нею расположен Александровский пушечный завод, а к востоку видны Петровский сад и городской собор с Петропавловской церковью».

### Закладка и строительство

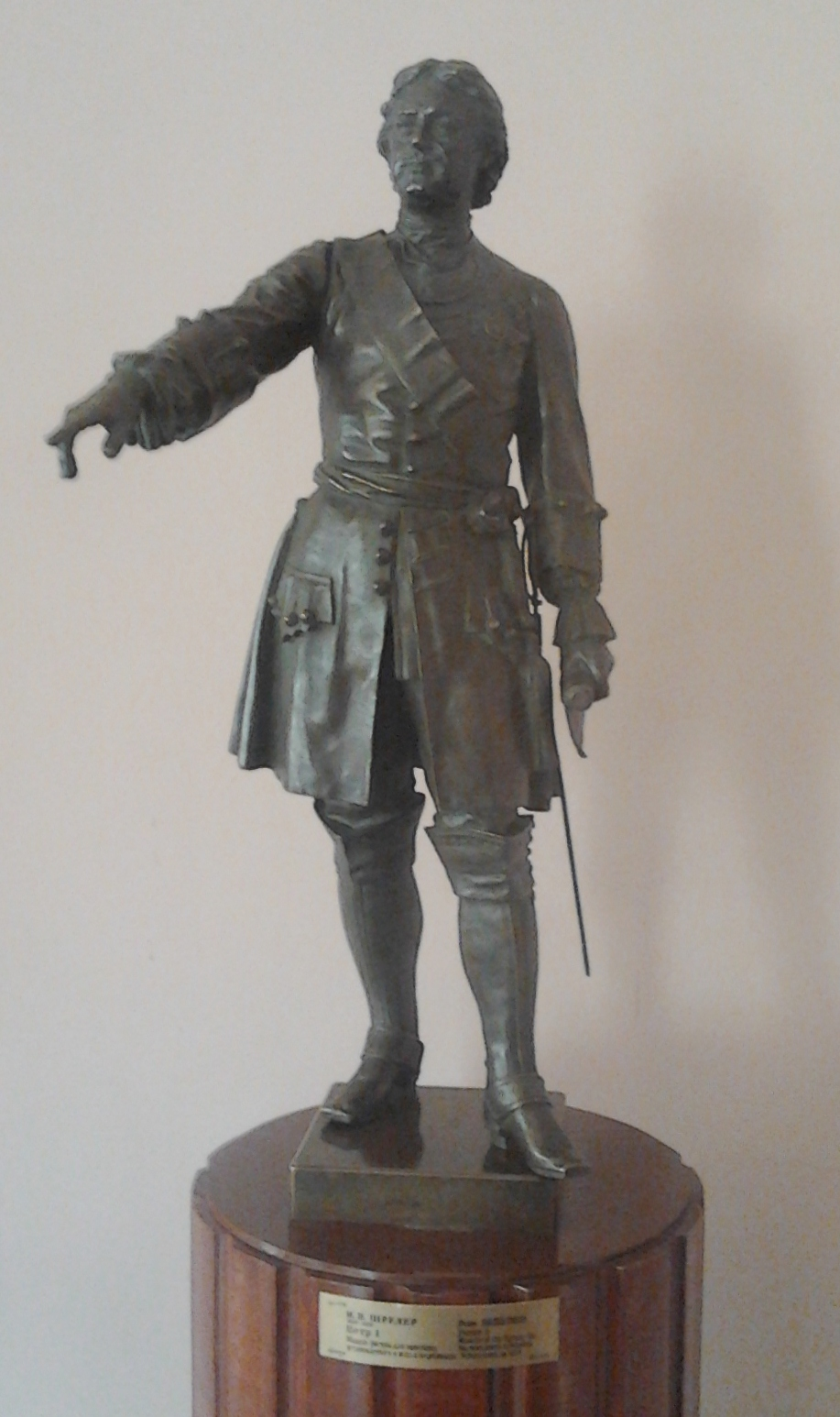
Макет памятника Петра Великого по проекту Ивана Шредера (Русский музей, Санкт-Петербург)

30 мая 1872 года состоялась закладка памятника, приуроченная к 200-летию со дня рождения Петра I, а в доме губернатора был установлен макет памятника из гипса в ¼ натуральной величины.
Торжественные мероприятия по случаю закладки памятника начались 30 мая 1872 года в 9 часам утра близ Петропаловского собора, где собрались горожане на торжественный молебен. После молебна петрозаводчане отправились на Круглую площадь, праздничное шествие сопровождалось колокольным звоном всех церквей города. На площади губернатор Григорий Григорьев и владыка Ионафан вместе подошли к тому месту, где в бутовом основании для будущего монумента находилась гранитная глыба с выбитым четырёхугольным углублением. В неё опустили металлическую пластину с надписью: «1872 года мая 30-го дня в годовщину 200-летия со дня рождения императора Петра Великого в г. Петрозаводске в благополучное царствование императора Александра II высочайшею его императорского величества волею по всеподданнейшему представлению министра внутренних дел генерал-адъютанта А. Е. Тимашева, в управление Олонецкою губерниею действительного статского советника Григорьева, при преосвященном Ионафане, епископе Олонецком и Петрозаводском, сооружен сей памятник императору Петру Великому, основателю г. Петрозаводска. Изображение Петра I отлито по модели академика И. Н. Шредера, а пьедестал по рисунку профессора Монигетти исполнен художником Барановым. 1672—1872 г.» Туда же по народной традиции высыпали горсть монет чекана 1872 года, после чего углубление было закрыто мраморной доской и зацементировано. Выступая на торжестве, ректор Олонецкой семинарии протоиерей П. Щеглов с чувством говорил о том, что этот памятник должен возбуждать в нас любовь, почтение и благодарность к основателю Петрозаводска. Виноторговцы И. Селиверстов и Е. Минкин по случаю закладки первого городского монумента выставили для солдат местного батальона бесплатную выпивку и закуску. Городское начальство, чиновничество и купечество гуляли в доме губернатора.
Строительство памятника осуществлялось за счёт казны, для этой цели город Петрозаводск получил ассигнования в сумме 15.000 рублей.
Автором пьедестала памятника стал академик Ипполит Антонович Монигетти, автор фигуры Петра — академик Иван Николаевич Шредер, ученик Петра Клодта. Памятник изготавливался в Санкт-Петербурге в мастерской Адольфа Моранда и отливался на Сестрорецком заводе. Пьедестал из сердобольского гранита высечен резчиком камня Н. Бариновым, установкой на приготовленное место занималась артель Степана Ильина. Газета «Олонецкие губернские ведомости» сообщила, что по окончании этой ответственной операции городской голова дал обед, на котором вместе с мастеровыми мужиками за одним столом сидели полицмейстер и все члены городской управы. Бронзовый монумент на пьедестал установили специалисты Фадей Галактионов и Алексей Степанов — оба были специально приглашены для этой работы из Санкт-Петербурга.

### Открытие
Торжественное открытие памятника Петру I состоялось 29 июня 1873 года в Петров день (главный городской праздник дореволюционного Петрозаводска) по заранее разработанному сценарию. Из столицы приехал хор лейб-гвардии Преображенского полка. На церемонию собрались жители города и уездных деревень. Торжества открылись парадом губернского батальона и крестным ходом. Позже был дан артиллерийский салют из 31 пушечного выстрела. В день открытия памятника Круглая площадь, на которой он был установлен, была переименована в Петровскую. Приглашённый из Санкт-Петербурга фотограф Монштейн сделал несколько снимков памятника. У монумента публике раздавали брошюру краеведа Александра Иванова «Император Пётр Великий и его деятельность на Олонце». Большое народное гулянье проходило на Петровской площади, у Гостиного двора и в Петровском саду. Купцы организовали бесплатное угощение для нижних чинов местного батальона. Вечером состоялось представление в цирке братьев Вольф и любительский спектакль. Празднование завершилось фейерверком со стоявших на рейде пароходов «Царь» и «Царица».

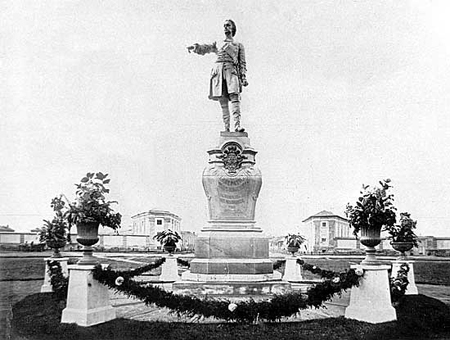
Памятник Петру I. После торжественного открытия монумента
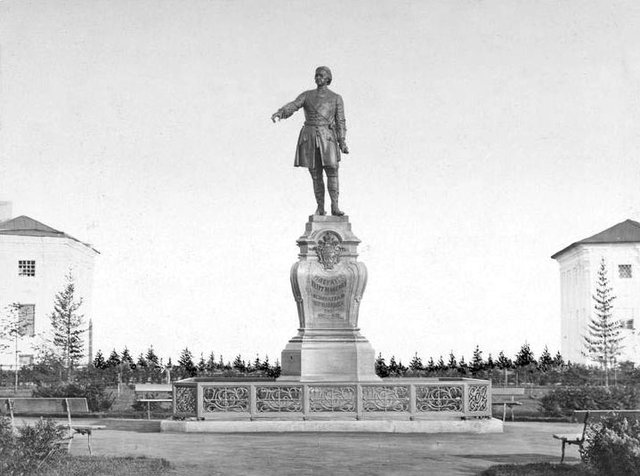
Памятник Петру I. На фотографии можно заметить ажурную решётку. Фото сделано в 1873 году.

Макет памятника, выставлявшийся в доме губернатора, был отправлен в Санкт-Петербург, где стал частью коллекции Русского Музея императора Александра III (нынешнее название — Государственный Русский музей).

### Дальнейшие преобразования памятника
В 1876 году на пожертвования купца Ильи Федуловича Громова по рисунку инженера Пороменского на Александровском заводе была отлита чугунная ажурная решётка, установленная вокруг памятника. Со временем вокруг памятника сформировался сквер, названный Петровским.

### Снос памятника
12 апреля 1918 года Совет народных комиссаров РСФСР под руководством Владимира Ильича Ульянова-Ленина принимает Декрет «О памятниках республики», в котором прописано требование сноса памятников, «воздвигнутых в честь царей и их слуг и не представляющих интереса ни с исторической, ни с художественной стороны». Уничтожение памятников проводилось «в ознаменование великого переворота, преобразившего Россию». Декрет предполагал ассигнование необходимых средств для сноса памятников. Предполагалось, что уже к 1 мая «самые уродливые истуканы» будут снесены. Ответственными за демонтаж памятников в регионах определены губернские советы депутатов.
8 августа 1918 года Исполнительный комитета Петрозаводского горсовета принял постановление о снятии памятников Петру I и Александру II. Исполком постановил привести решение в исполнение в самом ближайшем будущем, «после снятия памятников привести их в негодный вид, использовав материал для новой отливки», «пьедестал закрыть». Постановление было исполнено, памятник Петру I был демонтирован и помещён в сарай во внутреннем дворике зданий площади в Губернаторском парке. В ходе разборки и перевозки пьедестала были отбиты отдельные монолиты, попорчена фигура. Петровская площадь и Петровский сквер переименовали в Советскую площадь и Советский сквер, чуть позднее на карте города появилось новое название — площадь 25-го Октября. На освободившийся пьедестал подотдел искусств планировал установить бюсты Карла Маркса и графа Льва Толстого, однако после смерти Владимира Ильича Ленина на этом месте было решено поставить памятник Ленину. В августе 1930 года, в связи с начинающимся строительством нового памятника, постамент и ажурная чугунная решётка были демонтированы.

### Памятник после сноса
10 декабря 1926 года на заседании Совета народных комиссаров, проходившем под председательством Эдварда Гюллинга, было заслушано сообщение наркомфина республики № 52463 о том, что наркомпросу было поручено взять памятник Петру I под свою охрану. В 1936 году ВЦИК потребовал от республиканских организаций сохранения памятника как представляющего высокохудожественную ценность.

### Восстановление памятника
В 1940 году памятник восстановили и поставили в сквере на Заводской площади у краеведческого музея (находившегося в то время в здании собора Александра Невского). Главная республиканская газета «Красная Карелия» обосновала новое место памятника тем, что это одно из мест, где Пётр жил и работал, что не соответствовало действительности. Повреждения памятника при восстановлении не были устранены — отсутствовали шпага, шпоры, надписи. На новом месте Пётр показывал рукой на то место, откуда начинался город.

Памятник на Заводской площади

30 августа 1960 года памятник поставлен на государственную охрану.
При подготовке к празднованию 270-летия города скульптором Владимиром Васильевичем Афанасьевым на пьедестале восстановлен картуш. В феврале 1974 года было принято решение произвести реставрацию монумента. В ходе реставрации были изготовлены накладные буквы, была вновь выкована шпага и сделаны шпоры у ботфортов скульптуры. Шпага была выкована из оси тракторного катка. Новоделы утраченных деталей памятника были выполнены на Онежском тракторном заводе кузнецом свободной ковки М. Ф. Пянтиным, его помощником А. П. Нестеровым, машинистом механического молота Марией Ивановой. Художественная решётка восстановлена не была.
В связи с началом в 1974 году работ по строительству новой набережной, городскими властями было принято решение о подготовке к переносу памятника от Краеведческого музея на набережную к 275-летию Петрозаводска в 1978 году. Под установку памятника архитектором Вячеславом Бугашевым был выполнен проект площади-сквера на набережной.

### Памятник на Онежской набережной

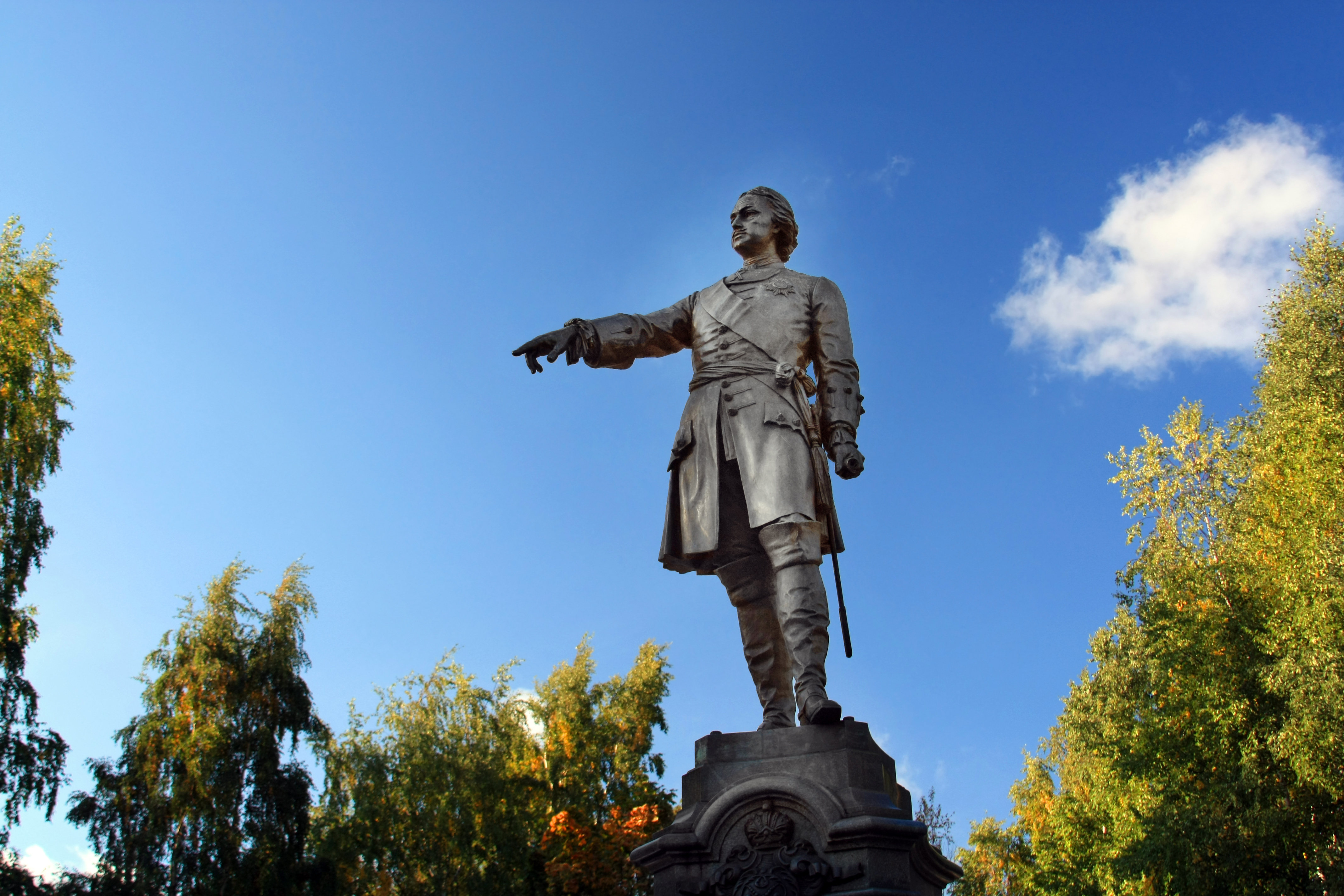
Памятник Петру Великому в Петрозаводске. Скульптор Иван Шредер, архитектор Ипполит Монигетти.

Памятник был перенесён на набережную в ночь перед торжественным открытием, которое состоялось в день празднования 275-летия Петрозаводска 29 июня 1978 года. В торжественном открытии памятника принимало участие партийное и советское руководство республики во главе с первым секретарём Карельского обкома КПСС Иваном Сенькиным.
В 2000-х годах с памятника несколько раз пропадали шпага, шпоры и буквы на табличке, которые неоднократно восстанавливались. В 2007 году во время празднования Дня города Петрозаводска была установлена новая ограда, выкованная петрозаводскими кузнецами.
В 2011 году проведена реконструкция сквера, отреставрирован постамент, восстановлены буквы на табличке. Мемориальная доска, рассказывающая историю памятника, перенесена в сторону проспекта Карла Маркса. 28 ноября 2012 года сквер получил официальное название — Петровский сквер.
В настоящее время памятник по праву считается одним из неофициальных символов Петрозаводска.

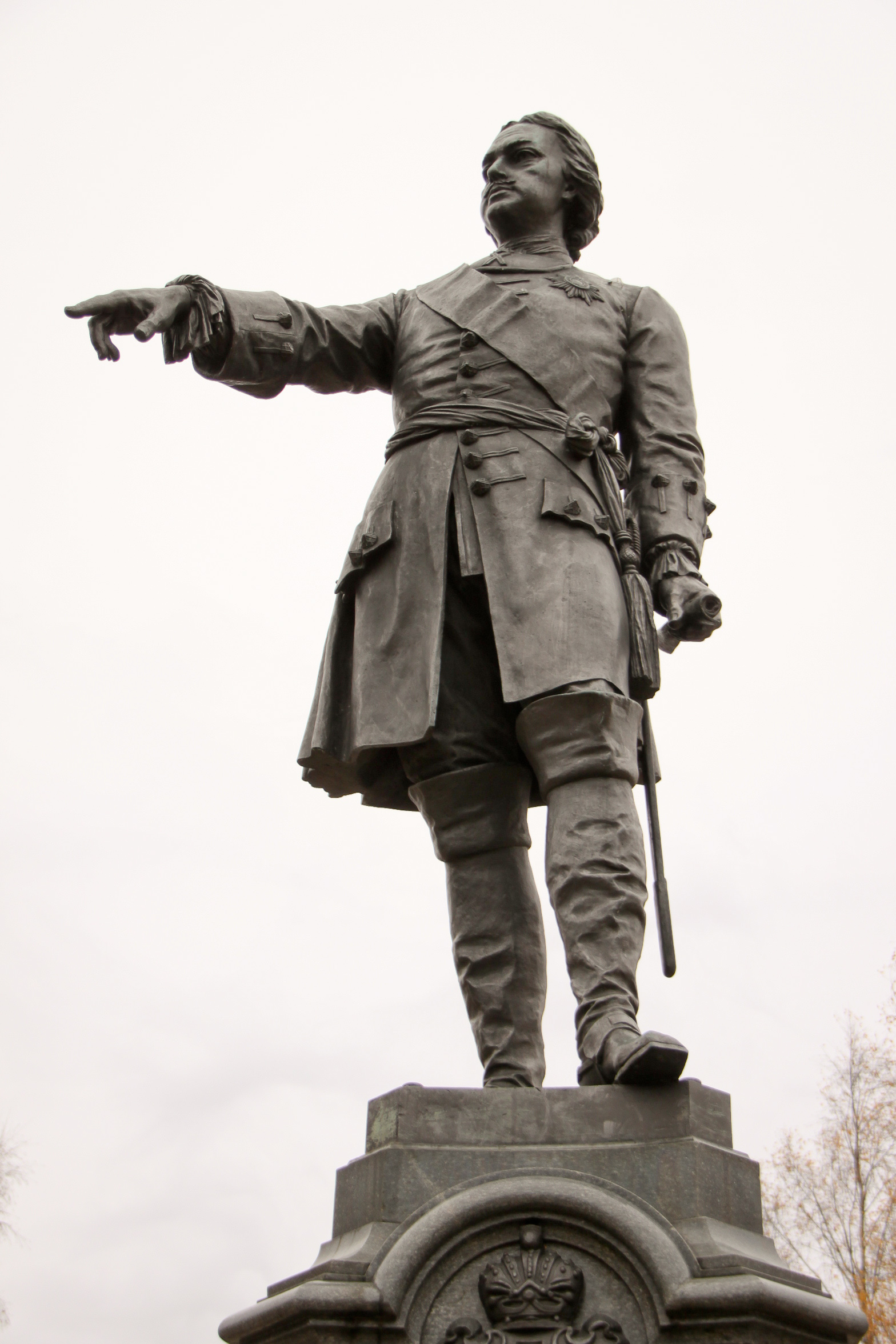
Фигура Петра с современным матросским гюйсом на шее

С советских времён существует традиция в день выпуска курсантов Петрозаводского речного училища надевать ночью на памятник Петру I специальную тельняшку.

## Памятник в филателии, нумизматике и на эмблемах
В 2003 году праздновалось 300-летие Петрозаводска. За три года до празднований администрацией Петрозаводска и фондом «Празднование 300-летия города Петрозаводска» проводился конкурс на создания логотипа 300-летия города. Над символом праздника работали десятки художников города. Победил художник-дизайнер телекомпании «Петронет» Алексей Трухин. На его варианте эмблемы присутствуют изображения памятника Петру I, железнодорожного вокзала, Национальной библиотеки и Музыкального театра. Также в честь праздника Онежским тракторным заводом проводился конкурс на лучшую эмблему «Завод и город: три века вместе». В конкурсе победил пенсионер из Петрозаводска Алексей Михайлович Варухин. На его варианте эмблемы изображён памятник Петру I на фоне букв «ОТЗ», в которых изображены городские достопримечательности. Данная эмблема использовалась на выставки продукции Онежского тракторного завода.
В честь этого же праздника была выпущена почтовая марка «Петрозаводск. 300 лет» номиналом 3 рубля. На почтовой марке изображён памятник Петру I на фоне Кафедрального собора Александра Невского и здания бывшего Главпочтамта, где сейчас располагается Управление федеральной почтовой связи Республики Карелия и отделение связи № 35. Автор рисунка марки — художник Адольф Петров. Тираж марки составил 180 тысяч экземпляров. Также изображение памятника есть на нескольких почтовых конвертах, открытках и спецгашениях.
Изображение памятника также присутствует на серебряной памятной монете номиналом 3 рубля «Ансамбль Круглой площади, город Петрозаводск» из серии «Памятники архитектуры России» 2010 года выпуска, изготовленной из сплава 925 пробы (масса драгоценного металла в чистоте 31,1 грамма). На оборотной стороне монеты, кроме памятника Петру, расположены рельефные изображения административного здания Петрозаводска, плана Круглой площади и фрагмента решётки ограды. Тираж монеты — 7,5 тысяч штук.

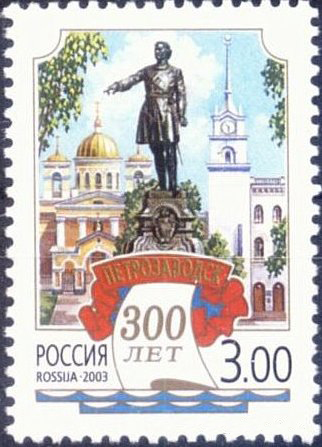
Марка с изображением памятника
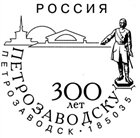
Спецгашение с изображением памятника
Эмблема празднования 300-летия города Петрозаводска
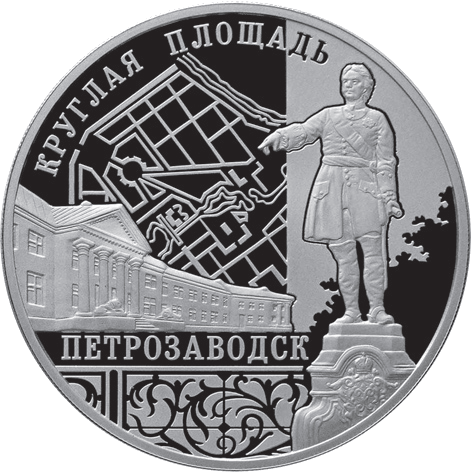
Памятная монета достоинством 3 рубля «Ансамбль Круглой площади, город Петрозаводск»

## Транспорт
До памятника автомобильным транспортом можно добраться только по проспекту Карла Маркса. Онежская набережная фактически закрыта для проезда автомобилей. Движение общественного транспорта в непосредственной близости от памятника не осуществляется. Ближайший остановочный пункт «Парк Культуры и Отдыха» расположен в 430 метрах к юго-западу от памятника. Здесь останавливаются троллейбусный маршрут 4 и автобусные маршруты 16, 19, 25. Движение у остановки осуществляется только в сторону центра города. Ещё в двухстах метрах дальше расположен остановочный пункт «Площадь Кирова», на котором останавливаются 3 троллейбусных маршрута и 13 маршрутов автобусов малой и средней вместимости.